# Bowen Island (Australia)
Bowen Island è un'isola sita nella Baia di Jervis, a sud di Sydney, nel Territorio della baia di Jervis (Australia). Si trova all'interno del Booderee National Park.

## Geografia
Bowen Island è un'isola di arenaria situata a 250 metri dalla punta della penisola di Bherwerre, all'ingresso meridionale della baia di Jervis. L'isola è lunga circa 1,1 km per 600 m di larghezza.

### Fauna
L'isola costituisce un habitat protetto per gli uccelli marini che vi nidificano e non è aperta al pubblico.
Sono presenti la beccaccia di mare fuligginosa e, tra le altre, tre specie di procellaridi: la berta minore fosca, la berta del Pacifico e la berta codacorta. C'è poi una colonia di pinguino minore blu, con circa 5000 coppie riproduttive.

## Toponimo
L'isola prende il nome dal tenente Richard Bowen della Royal Navy. Un'altra isola di Bowen, in Canada, ha preso il nome dal fratello maggiore di Richard, il retroammiraglio James Bowen.